# Bellodrama
| Recensione | Giudizio |
| ---------- | -------- |
| Ondarock   | 5,5/10   |

Bellodrama è il secondo album in studio della cantautrice spagnola Ana Mena, pubblicato il 24 marzo 2023 dall'etichetta Sony Music España.

## Tracce
1. Lentamente – 3:04 (testo: Ana Mena Rojas, Bruno Nicolás, David Augustave Picanes, José Luis de la Peña Mira, Francesco Catitti, Alex Andrea Vella, Alfredo Rapetti Mogol, Federica Abbate – musica: Francesco Catitti)
2. Bebé (feat. Dejota2021) – 3:07 (testo: Ana Mena Rojas, Nicolás, David Augustave Picanes, José de la Peña Mira, David J. Tovar, Isabella Primera – musica: Bruno Nicolás Fernández)
3. Un clásico – 2:53 (testo: Ana Mena Rojas, Bruno Nicolás, David Augustave Picanes, José de la Peña Mira, Alessandro Pulga, Matteo Professione, Stefano Tognini – musica: Stefano Tonigni, Marz)
4. Me he pillao x ti (feat. Natalia Lacunza) – 3:22 (testo: Ana Mena Rojas, Bruno Nicolás, José de la Peña Mira, Carlos Montado Cruz – musica: Bruno Nicolás Fernández)
5. Llorando en la disco (feat. Dejota) – 3:22 (testo: Ana Mena Rojas, Bruno Nicolás, José de la Peña, Carlos Montado Cruz – musica: Bruno Nicolás Fernández)
6. Ben & Jerry's – 3:24 (testo: Ana Mena Rojas, Bruno Nicolás, David Augustave Picanes, José de la Peña Mira, Alessandro Pulga, Stefano Tognini, Davide Petrella – musica: Stefano Tonigni, Alessandro Pulga)
7. Mañana Dios Dirá – 3:18 (testo: Ana Mena Rojas, Bruno Nicolás, David Augustave Picanes, José de la Peña, Stefano Tognini, Davide Petrella, Salvatore Stellita, Carlo Marrale, Piero Cassano – musica: Stefano Tonigni, Alessandro Pulga)
8. Un millón de lunas – 3:02 (testo: Ana Mena Rojas, Bruno Nicolás, David Augustave Picanes, José de la Peña Mira, Luis Maza Chimbo – musica: Bruno Nicolás Fernández, DJ Glass)
9. Me enamoro – 2:44 (testo: Ana Mena Rojas, Bruno Nicolás, David Augustave Picanes, José de la Peña, Federica Abbate, Alessandro Merli, Fabio Clemente – musica: Bruno Nicolás Fernández)
10. Rojo Amanecer – 2:41 (testo: Ana Mena, Nicolás, Augustave, José de la Peña Mira, Andrea Debernardi, Davide Epicoco, Giulio Nenna, Giuseppe Colonnelli – musica: Giulio Nenna, Andrea De Bernardi)
11. Mentirás (feat. Ir Sais) – 3:37 (testo: Ana Mena Rojas, Bruno Nicolás, David Augustave Picanes, José de la Peña Mira, David J. Tovar, Irgwin Placido Sluis – musica: Bruno Nicolás Fernández)
12. Las 12 (feat. Belinda) – 2:45 (Andrés Torres)
13. Música ligera – 3:55 (testo: Ana Mena Rojas, Antonio Di Martino, Lorenzo Urciullo – musica: Federico Nardelli, Giordano Colombo)
14. A un paso de la Luna (feat. Rocco Hunt) – 2:50 (testo: Ana Mena Rojas, Federica Abbate, Andrés Torres, Maurizio Rengifo, Fabio Clemente, Stefano Tognini, Rocco Pagliarulo – musica: Stefano Tonigni)
15. Se iluminaba (feat. Fred De Palma) – 2:54 (testo: Ana Mena Rojas, Federica Abbate, Fabio Clemente, Alessandro Merli, Federico Palana, Gianluca Ciccorelli – musica: Fabio Clemente, Alessandro Merli)

## Classifiche
| Classifica (2023) | Posizione massima |
| ----------------- | ----------------- |
| Spagna            | 1                 |